# Baie de Toetoes
La baie de Toetoes est la plus orientale des trois baies situées sur la côte du détroit de Foveaux dans le Southland, en Nouvelle-Zélande, les autres étant la baie de Te Waewae et la plage d'Oreti. La rivière Mataura se jette dans la mer à Toetoes Bay, passant d'abord par l' estuaire de Toetoes Harbour . Longue de trente kilomètres, la baie est l'extrémité sud de la plaine d'Awarua, une zone de terres marécageuses s'étendant à l'intérieur des terres sur une quinzaine de kilomètres. L'extrémité est de la baie est proche de Slope Point, le point le plus au sud de l' île du Sud et l'extrémité ouest des Catlins
.
Tiwai Point, est située sur une péninsule à l'extrémité ouest de la baie, en bordure du port de Bluff . La lagune de Waituna est située à mi-chemin le long de la baie et, vers l'extrémité est, la rivière Mataura se déverse dans le détroit de Foveaux.
La baie tire son nom d'un chef maori du XIXe siècle, Toitoi. Les baleiniers ont nommé la lagune de Waituna "Toetoe's Place" et le nom a ensuite été donné à la baie.